# Corylus wulingensis
Corylus wulingensis là một loài thực vật có hoa trong họ Betulaceae. Loài này được Q.X.Liu & C.M.Zhang mô tả khoa học đầu tiên năm 1990.